# Semembela
Semembela ist ein Verwaltungsbezirk (englisch Ward) des Distrikts Nzega (DC) in der tansanischen Region Tabora.

## Geografie
Semembela ist ein ländlicher Bezirk im westlichen Teil des zentralen Hochlands von Tansania, etwa 60 Kilometer Luftlinie westlich der Distrikthauptstadt Nzega. Bei der Volkszählung 2022 lebten 23.802 Menschen in 3448 Haushalten auf einer Fläche von 448 Quadratkilometern.
Der Bezirk grenzt im Westen an den Distrikt Ushetu der Region Shinyanga, im Westen an drei Bezirke des Distrikts Uyui und sonst an Bezirke des Distrikts Nzega (DC).
| Shitage  | Ushetu                                      | Mogwa |
| Bukumbi  | Kompassrose, die auf Nachbargemeinden zeigt |       |
| Igulungu | Mambali                                     | Mbutu |

## Gliederung
Der Bezirk besteht aus sechs Gemeinden (swahili Mtaa) mit 36 Orten (Kitongoji):
| Semembela - Semembela - Gudi - Misungwi - Kalunde - Mdelelya - Isasa - Ugulilale - Halema - Iwelyankoba - Hinduki | Nsumba - Nsumba - Lungusu - Sasami - Nzukiimo | Mbooga - Mbooga - Kaselya - Tabora - Magomeni - Kisiwani | Nhamagumo - Nhamagumo - Izunya - Malubalo A - Malubalo B - Ntubugu | Kasanga - Kasanga - Nkinga - Kamaga - Mbao - Ukondamoyo - Sojo | Uguluma - Uguluma - Ibanda - Shilabela - Nhendegese - Kagera - Imalilo |

## Infrastruktur
- Bildung: Die Semembela Secondary School ist eine öffentliche weiterführende Tagesschule, die Jugendliche bis zur 4. Stufe ausbildet.[8]
- Gesundheit: Im Bezirk liegen drei staatliche Apotheken, je eine in den Gemeinden Semembela,[9] Mbooga[10] und Kasanga.[11]